# Битва при Радзымине (1920)
Битва при Радзымине (польск. Bitwa pod Radzyminem) — бои между советскими и польскими войсками, происходившие 13—16 августа 1920 года возле города Радзымин и бывшие частью Варшавской битвы.

Карта 1-й фазы Варшавской битвы.

## Перед боями
В ночь с 9 на 10 августа командующий советским Западным фронтом М. Н. Тухачевский закончил подготовку плана форсирования Вислы и взятия Варшавы. Директиву командующим армиями он подписал 10 августа и тут же направил ее по телеграфу в армейские штабы. Начало наступления с целью окончательного разгрома противника командзап назначил на 12 августа. Он приказывал своим армиям на северном участке фронта форсировать Вислу западнее Варшавы, атаковать польскую столицу с северо-запада, окружить и уничтожить польские силы, защищавшие Варшаву. На саму Варшаву должна была наступать 16-я армия Н. В. Соллогуба (27-я, 2-я, 17-я, 10-я, 8-я стрелковые дивизии). 

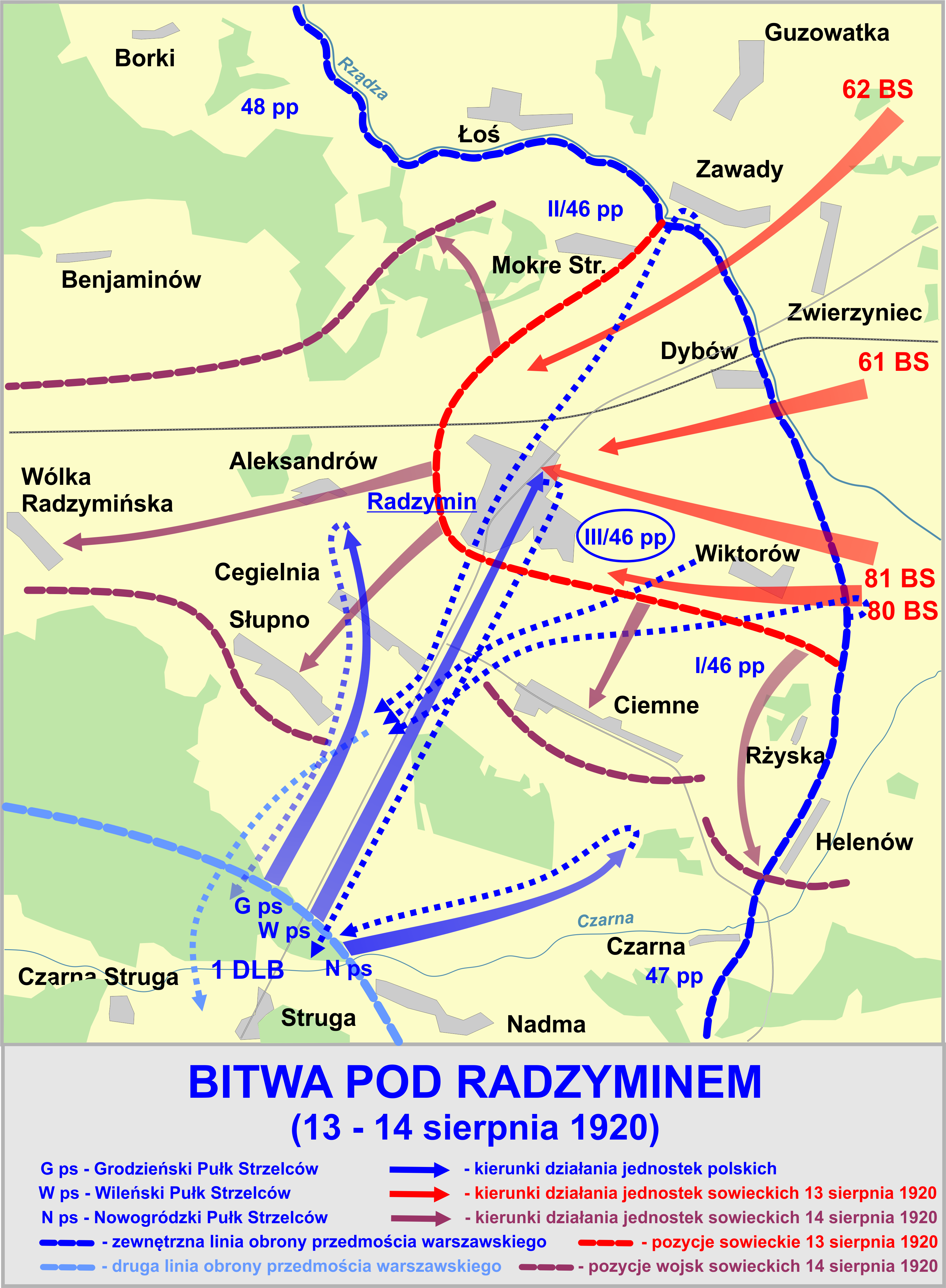
Бои 13-14 августа

Варшава была окружена четырьмя линиями обороны. Первая находилась в 24 километрах к востоку от города, а также к востоку от крепости Зегже, пролегала вдоль реки Жондза. Вторая находилась на 2 километра ближе к городу, пролегала по линии частично сохранившихся окопов времён Первой мировой войны, от берегов реки Бугонарев до форта Бениаминув, через города Струга, Зелёнка, Рембертув, деревню Закрент, район города Варшава — Фаленица. Вторая линия опиралась на города Радзымин и Воломин. Третья линия оборона находилась в непосредственной близости от восточных районов города, а четвёртая — на плацдармах реки Висла.

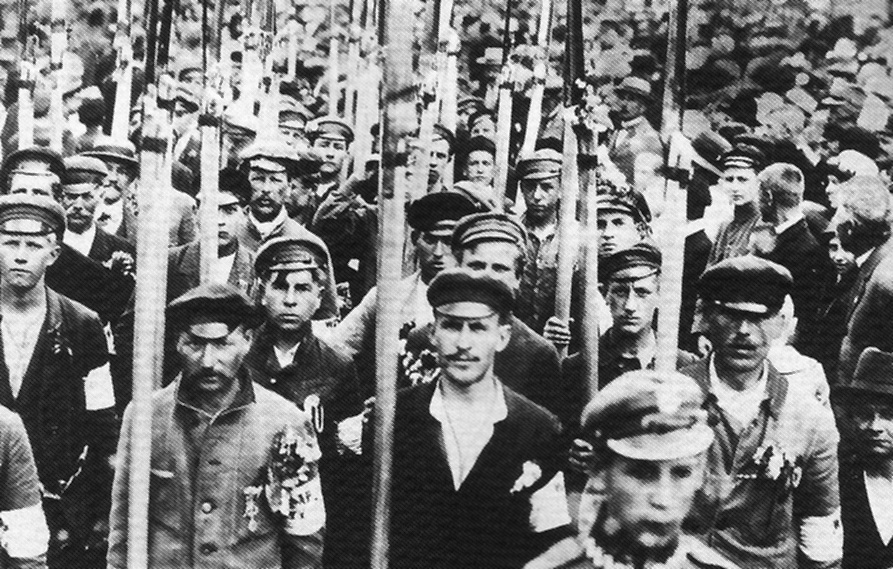
Добровольцы польской армии, вооружённые косами

Трудно оценить фактическую боевую силу польских формирований, так как в их число входили добровольцы, которыми были как опытные солдаты, прошедшие Первую мировую войну, так и лица, не имевшие боевой подготовки вовсе. Например, 11-я пехотная дивизия номинально имела 9000 солдат, но на практике готовых к бою было всего около 1500. Остальные, как сообщается, «никогда не видели винтовки в своей жизни».

## Ход боёв

### 13 августа
13 августа пополудни восточнее Варшавы 27-я «железная» дивизия (командир Витовт Путна) 16-й армии и 21-я дивизия 3-й армии пошли в прямое наступление на Варшаву с северо-востока. Первый удар пришелся на Радзимин, где проходила первая линия обороны польской столицы (13—14 км от Варшавы). 

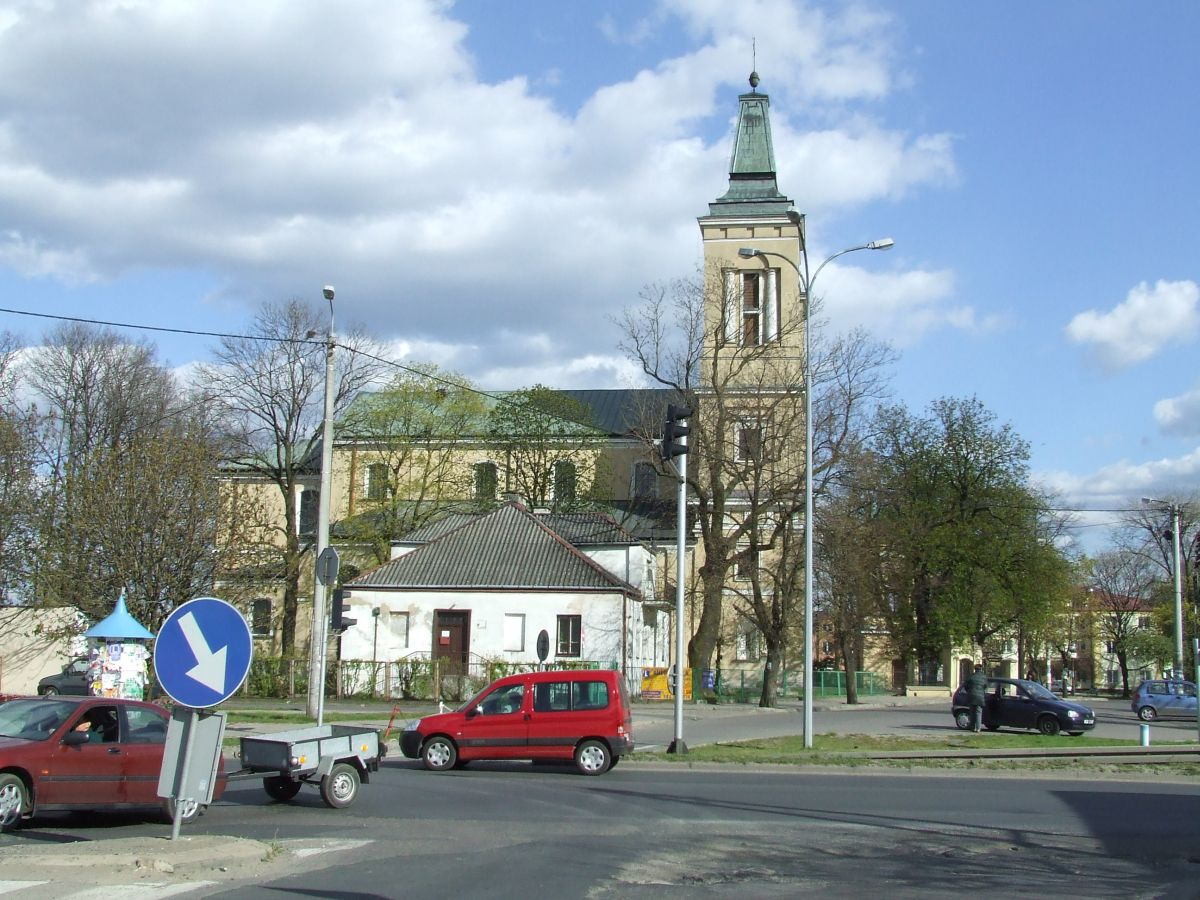
Церковь, использовавшаяся советскими наблюдателями

Бои за город начались в 7 часов утра, но советские войска не добились прорыва и были отбиты. После этого они получили артиллерийское подкрепление. Командующие артиллерией использовали высокое здание церкви в городе для наблюдения, а в 17 часов была проведена повторная атака с участием четырёх бригад обоих дивизий с подкреплением из 59 артиллерийских орудий. Атакующие добились превосходства по огневой мощи в 3 раза. Лишённый артиллерийской поддержки 46-й пехотный полк полковника Бронислава Квишоблоцкого был вынужден отступить к юго-западу от Радзимина. Во время хаотического вывода войск из города все артиллерийские подразделения пропали без вести. К 19 часам город был в руках советской 27-й стрелковой дивизии. . Линия обороны польских войск была прорвана. 
1-я литовско-белорусская дивизия была единственным резервом 1-й польской армии. Около полуночи её командир генерал Ян Жондковский получил приказ отбить Радзимин у противника. Атаковать советские позиции он должен был на рассвете, но с атакой опоздал. Только пулемётный батальон обстрелял позиции противника за городом и, в результате, задержал наступление до конца ночи. Падение Радзимина вынудило 5-ю армию генерала Владислава Сикорского начать контрнаступление из крепости Модлин раньше, чем задумывалось.

Советское командование сочло взятие города важным достижением. Революционный военный комитет 3-й армии сообщал, что «рабочие Варшавы уже чувствуют своё освобождение», «революция в Польше созрела» и «белое движение в Польше умирает».

### 14 августа
На рассвете 14 августа, еще до начала польской атаки, в наступление пошла 21-я стрелковая дивизия, и её 5-я и 6-я бригады оттеснили поляков от реки Царна на 3 километра на запад. 27-я стрелковая дивизия наступала на деревню Яблонна. Её 61-я бригада прорвалась возле деревни Вулька Радзыминьска и железнодорожной станции Донбковизна.
И только в 10.15, с пятичасовым опозданием, после довольно слабого артиллерийского огня (стреляли всего две-три батареи) 81-й и 85-й пехотные полки 1-й литовско-белорусской дивизии под командованием подполковника Казимира Рыбицкого атаковали с левого фланга. Офицеры с винтовками в руках шли впереди солдат; затем колонны атакующих перешли на бег и через полчаса ворвались в Радзимин. Два других полка дивизии были задержаны «красными» и до Радзимина не дошли. Красноармейцы 61-й, 62-й, 63-й стрелковых бригад 27-й дивизии и 21-го кавполка выбили батальоны 85-го пехотного полка литовско-белорусской дивизии из Радзимина..
После поражения под Радзимином генерал Латиник послал тревожную депешу Пилсудскому в его штаб в Пулавах. Именно под ее впечатлением Пилсудский перенес начало контрнаступления с Вепша на день раньше намеченного.
Бои за Радзимин имели столь важное значение для обороны Варшавы, что вечером 14 августа, после повторной утраты Радзимина, в места дислокации 1-й ЛБД и 10-й пехотной дивизии прибыл для встречи с офицерами и солдатами командующий войсками Северного фронта генерал Юзеф Галлер. Линию фронта посетила также делегация правительства во главе с премьером Винцентом Витосом (она приехала из Варшавы на автомобилях). Вечером генералы Люциан Мечислав Рафаил Желиговский, Юзеф Халлер, Ян Рзадковский и Францишек Латиник собрались для обсуждения плана повторной контратаки на город. Они решили, что поскольку советские войска остались в городе и не продолжили наступление на деревню Яблонна, 10-я пехотная дивизия должна была перебазирована в деревню Непорент. 1-му батальону 28-го пехотного полка было приказано закрепиться в лесу рядом с деревней Вулька Радзыминьска, а основным силам — в 5 часов утра начать контратаку. 
Появление на фронте 10-й польской пехотной дивизии изменило соотношение сил в окрестностях Варшавы. К 15 августа польские силы составляли здесь около 17 тысяч солдат, 220 пулеметов и 109 орудий. Советские войска имели 15 тысяч бойцов, 390 пулеметов и 91 орудие. Но у красных начал ощущаться недостаток патронов и снарядов. Во многих батареях осталось не более двух десятков снарядов на орудие.
Командир 10-й пехотной дивизии генерал Л. Желиговский получил приказ командующего фронтом возглавить ударную группу в составе трех дивизий (1-й Литовско-Белорусской, 10-й и 11-й пехотных) и отбить Радзимин. В ночь с 14 на 15 августа обе стороны произвели перегруппировку войск, чтобы 15 августа возобновить бои. В ночь с 14 на 15 августа отдельные польские батальоны атаковали город.

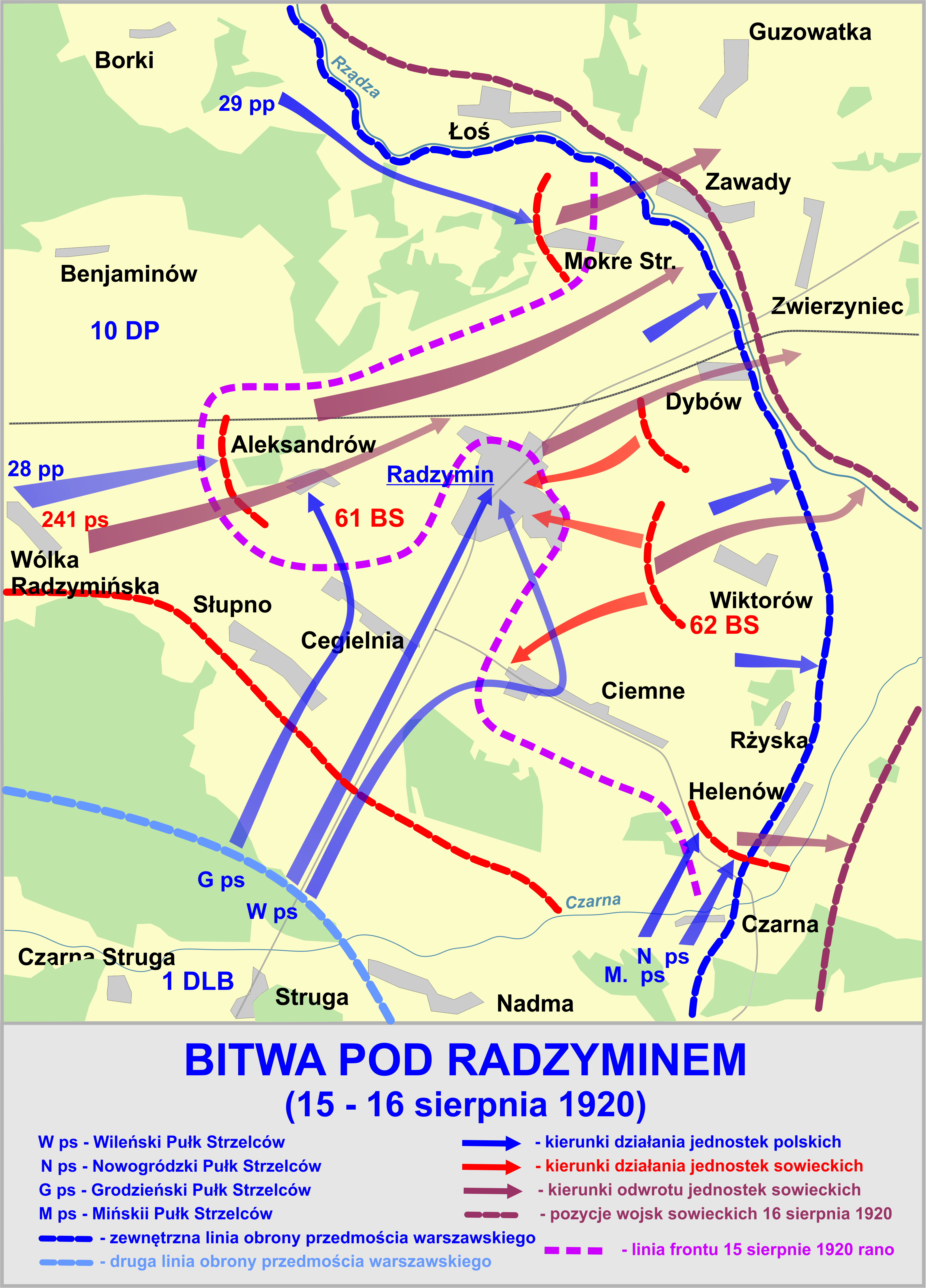
Бои 15-16 августа

### 15 августа
Рано утром советские подразделения попытались захватить деревню Яблонна и Непорент. Но у леса возле деревни Вулька Радзыминьска они подверглись атаке со стороны 1-го батальона 28-го пехотного полка, находившегося в засаде в лесу.
После 20-минутной артиллерийской подготовки, в 5 часов 30 минут утра поляки начали наступление. 10-я пехотная дивизия пошла вдоль правого берега реки Западный Буг, чтобы обойти противника с севера. 1-я литовско-белорусскоя дивизия же пошла прямо на город. У поляков было 5 лёгких танков «Renault FT» и несколько самолётов. Благодаря танкам советская оборона была прорвана, и 85-й пехотный полк и 1-я литовско-белорусская дивизия вошли в город.
10-й пехотная дивизия подполковника Виктора Томее силами 28-го и 29-го пехотных полков атаковала деревне Мокре и выбила противника. Советские войска попытались отбить деревню, но безуспешно. Вскоре польские позиции были усилены солдатами 1-го батальона 28-го пехотного полка.
Генерал Желиговский приказал 1-й литовско-белорусской дивизии завершить окружение города, чьи части достигли деревни Цемне, расположенной всего в нескольких сотнях метров южнее Радзымина. Советские войска, опасаясь окружения, отступили на восток. К 16 августа противнику удается отбросить части 27-й стрелковой дивизии за реку Стругу.
Коммюнике польского генштаба 15 августа сообщало: «15-го числа текущего месяца в полдень после ожесточённого боя Радзимин был окончательно взят нами».

### 16 августа
16 августа красная пехота при поддержке двух броневиков снова атаковала Радзимин, но наступление было отбито благодаря поддержке лёгких танков «Рено» (Renault FT). 
На северном участке 61-я и 62-я стрелковые бригады добились несколько большего успеха: им удалось отбить деревню Мокре из рук поляков и вытеснить оборонявший ее 28-й пехотный полк. Он предпринял контратаку, но был отбит. В этой ситуации командир полка вызвал артиллерийскую поддержку. Получасовой обстрел вёлся примерно 80 пушками и гаубицами, расположенными недалеко от линии фронта. На тот момент это была самая большая концентрация артиллерийского огня за всю советско-польскую войну. В полдень подполковник Виктор Томме лично повел свои войска в штыковую атаку, но красноармейцы не приняли боя и отошли. К концу дня польские части вышли к реке Жондзе в районе деревни Дыбув, вернув позиции первой линии обороны, утраченные 13 августа.
Соотношение сил на Западном фронте к 16 августа резко изменилось. Тревожные сведения с левого фланга и перехваченные приказы противника, которые уже выявляли сущность идеи его контрманевра, заставили командующего Западным фронтом Тухачевского принять соответствующие предупредительные меры по отношению к положению 16-й армии, командарму которой было приказано приостановить наступление

## Результаты
Хотя бои под Радзимином являлись только частью всей Варшавской битвы, значение их было очень велико, так как именно здесь решалась судьба Варшавы. Польские потери под Радзимином составили 3042 человека убитыми, ранеными и пропавшими без вести. В некоторых полках боевые потери за три дня достигли 35—40% личного состава. После своей победы поляки стали медленно оттеснять советские войска за пределы первой линии обороны.